# 福島空港公園
福島空港公園（ふくしまくうこうこうえん）は、福島県須賀川市および玉川村にまたがる場所に位置する県営公園。

## 概要
名の通り、福島空港に隣接する。公園管理者は、福島県福島空港事務所。1988年に着工し、1993年一部オープン。県のシンボルとなる広域公園として、地域振興、国際交流、地球科学に重点を置いた整備を行っている。
全体で328.6haが公園として位置づけられており、このうち15.8%にあたる52.1haが現在までに整備されている。
空港を取り囲む形で3つのエリアのエリアが点在しており、それぞれが数km離れて位置し、駐車場もそれぞれに用意されている。
毎年5月には福島空港と当公園を会場に「春の福島空港まつり」が行われ、ウルトラマンなどのショーやトーイングトラクターが牽くトロッコによるツアーなどが実施される。

## 施設

### エアフロントエリア
空港ターミナルビルから福島県道63号古殿須賀川線を渡ったところに立地。入口広場、多目的広場、展望広場、見晴し台、日本庭園、売店、管理棟などが配置されている。
- 入口広場 - 毎年手作りマーケット「ソライチ」が開催される
- 福島広場 - 福島県の地形を1/3,000で再現した立体地図の広場
- 日本庭園 - アヤメ園や藤棚があり、池のほとりには休憩小屋「須玉亭」が建つ
- 岩園 - 岩場を流れる清流をイメージした庭園
- 花木園 - ハナミズキや牡丹が楽しめる

### 野外活動エリア
旧地球科学エリア。滑走路の南西側に立地。野外活動広場やお花見広場が整備されている。
- 野外活動広場 - バーベキューや芋煮に利用可能（要予約）
- お花見広場 - 花見などに利用可能な芝生の広場

### フラワーアーケードエリア
滑走路の西側。施設等は建設されていない。

### 緑のスポーツエリア
滑走路の北西側に立地。多目的運動広場は、事実上サッカー場であり、東北社会人サッカーリーグ1部の公式戦が開催されるなどの利用が図られている。他にフットサルコート、テニスコートが整備されている。
- 21世紀建設館・福島空港公園事務所 - 貸会議室の他、空港建設の資料の展示など
- かぶと虫観察舎
- テニスコート - 人工芝
- 多目的運動広場 - 主にサッカーで利用、天然芝
- フットサルコート - 人工芝